# USS Steamer Bay (CVE-87)
USS Steamer Bay (CVE-87) là một tàu sân bay hộ tống lớp Casablanca được Hải quân Hoa Kỳ chế tạo trong Chiến tranh Thế giới thứ hai. Nó đã hoạt động cho đến hết Thế Chiến II, xuất biên chế năm 1947 và bị bán để tháo dỡ năm 1959. Steamer Bay được tặng thưởng sáu Ngôi sao Chiến trận do thành tích phục vụ trong Thế Chiến II.

## Thiết kế và chế tạo
Steamer Bay được đặt lườn tại Xưởng tàu Vancouver của hãng Kaiser Company, Inc. ở Vancouver, Washington vào ngày 4 tháng 12 năm 1943. Nó được được hạ thủy vào ngày 26 tháng 2 năm 1944; được đỡ đầu bởi bà Henry S. Kendall; và được nhập biên chế vào ngày 4 tháng 4 năm 1944 dưới quyền chỉ huy của Hạm trưởng, Đại tá Hải quân Steadman Teller.

## Lịch sử hoạt động
Sau khi hoàn tất chạy thử máy tại khu vực Puget Sound, Washington, Steamer Bay lên đường đi San Diego vào ngày 2 tháng 5 năm 1944, rồi khởi hành từ đây vào ngày 14 tháng 5 để đi sang khu vực quần đảo vận chuyển nhân sự và máy bay của Liên đội 61 Thủy quân Lục chiến. Đi đến Espiritu Santo vào ngày 30 tháng 5, nó chất dỡ hành khách và máy bay trước khi lên đường quay trở về San Diego vào ngày 2 tháng 6. Con tàu có mặt tại vùng bờ Tây từ ngày 20 tháng 6 đến ngày 19 tháng 7, để rồi lại lên đường cùng 72 máy bay và 298 nhân sự Thủy quân Lục chiến để hướng sang khu vực quần đảo Marshall.
Steamer Bay đi đến Majuro vào ngày 1 tháng 8 để bàn giao hành khách và máy bay, rồi quay trở lại Trân Châu Cảng để được phối thuộc cùng Đệ Tam hạm đội trong vai trò tàu vận chuyển máy bay thay thế. Sau khi chất lên tàu 72 máy bay, nó lên đường đi cảng Seeadler thuộc đảo Manus vào ngày 21 tháng 8. Trong hai tháng rưỡi tiếp theo sau, nó cung cấp phi công và máy bay thay thế cho Lực lượng Đặc nhiệm 38 trong các chiến dịch không kích tại Palau và quần đảo Philippine, rồi được sửa chữa và huấn luyện tại Trân Châu Cảng từ ngày 15 tháng 11 đến ngày 5 tháng 12. Chiếc tàu sân bay quay trở lại cảng Seeadler vào ngày 17 tháng 12, nơi nó được phân về Đội đặc nhiệm 77.4, Đội tàu sân bay San Fabian, và lên đường vào ngày 1 tháng 1 năm 1945.
Steamer Bay gia nhập Đơn vị Đặc nhiệm 77.4.2 (“Taffy 2”), bao gồm sáu tàu sân bay hộ tống dưới quyền Chuẩn đô đốc Felix Stump, để hỗ trợ cho cuộc đổ bộ lên vịnh Lingayen. Đang khi di chuyển trong biển Sulu và Biển Đông để đi đến các bãi đổ bộ Lingayen trong tuần đầu của tháng 1 năm 1945, lực lượng chịu đựng nhiều cuộc tấn công tự sát của máy bay đối phương. Tàu sân bay hộ tống Ommaney Bay (CVE-79) bị một máy bay Kamikaze đánh chìm vào ngày 4 tháng 1; rồi đến lượt Manila Bay (CVE-61) và Savo Island (CVE-78) bị đâm trúng hư hại vào ngày hôm sau. Trong quá trình đổ bộ, các tàu sân bay hộ tống đã tung ra trên 1.400 phi vụ hỗ trợ cho lực lượng trên bộ. Steamer Bay tiếp tục ở lại khu vực quần đảo Philippine cùng Đệ Thất hạm đội cho đến khi nó lên đường đi Ulithi vào ngày 31 tháng 1.
Steamer Bay ở lại Ulithi từ ngày 5 đến ngày 10 tháng 2, khi nó lên đường cùng các đơn vị thuộc Đệ Ngũ hạm đội cho cuộc đổ bộ lên Iwo Jima. Nó cùng bốn tàu sân bay hộ tống khác đi đến khu vực được phân công cách 50 mi (80 km) về phía Tây Iwo Jima vào ngày 16 tháng 2. Nhiệm vụ của họ là vô hiệu hóa các căn cứ Nhật Bản trên quần đảo Nanpō cho đến ngày đổ bộ 19 tháng 2, rồi hỗ trợ trên không và hỗ trợ trực tiếp cho binh lính đổ bộ lên hòn đảo chiến lược Iwo Jima. Nó được thay phiên vào ngày 7 tháng 3, và về đến vịnh San Pedro thuộc đảo Leyte vào ngày 12 tháng 3.
Steamer Bay lên đường đi sang quần đảo Ryūkyū vào ngày 27 tháng 3, và đi đến khu vực hoạt động về phía Nam Okinawa vào sáng ngày 1 tháng 4. Nó hoạt động ngoài khơi Okinawa cho đến ngày 26 tháng 5, khi nó lên đường đi cảng Apra, Guam để sửa chữa. Con tàu được lệnh gia nhập Đệ Tam hạm đội về phía Đông Miyako Jima vào ngày 10 tháng 6, để trợ giúp vào việc vô hiệu hóa các sân bay Nhật Bản tại Sakishima Gunto. Nó tiến hành các cuộc không kích xuống sân bay đối phương từ ngày 14 đến ngày 22 tháng 6, khi nó lên đường quay trở về Ulithi.
Steamer Bay khởi hành từ Ulithi vào ngày 3 tháng 7 cùng Đội tiếp liệu để phục vụ hậu cần cho các tàu sân bay nhanh trong các chiến dịch đánh phá xuống các đảo chính quốc Nhật Bản. nó được cho tách ra vào ngày 20 tháng 7, đi ngang qua Guam và Trân Châu Cảng để quay về vùng bờ Tây, về đến San Diego vào ngày 10 tháng 8 để đại tu. Nó vẫn đang ở trung ụ tàu để sửa chữa khi Nhật Bản đầu hàng kết thúc cuộc xung đột. Nó được bổ sung thêm những giường ngủ để tham gia vận chuyển binh lính hồi hương, rồi lên đường đi Trân Châu Cảng vào ngày 28 tháng 9 cho chuyến đầu tiên của Chiến dịch “Magic Carpet”.
Steamer Bay được đưa về Hạm đội Dự bị Thái Bình Dương vào ngày 4 tháng 2 năm 1946, và neo đậu tại Tacoma, Washington. Con tàu được cho xuất biên chế vào tháng 1 năm 1947. Ký hiệu lườn của nó được đổi thành CVHE-87 vào ngày 12 tháng 6 năm 1955. Tên nó được cho rút khỏi danh sách Đăng bạ Hải quân vào ngày 1 tháng 3 năm 1959, và con tàu bị bán cho hãng Hyman-Michaels Co. ở Chicago, Illinois vào ngày 29 tháng 8 năm 1959 để tháo dỡ.

## Phần thưởng
Steamer Bay được tặng thưởng sáu Ngôi sao Chiến trận do thành tích phục vụ trong Thế Chiến II.